# 1000
Anul 1000 (M) a fost un an bisect al calendarului iulian.

## Evenimente

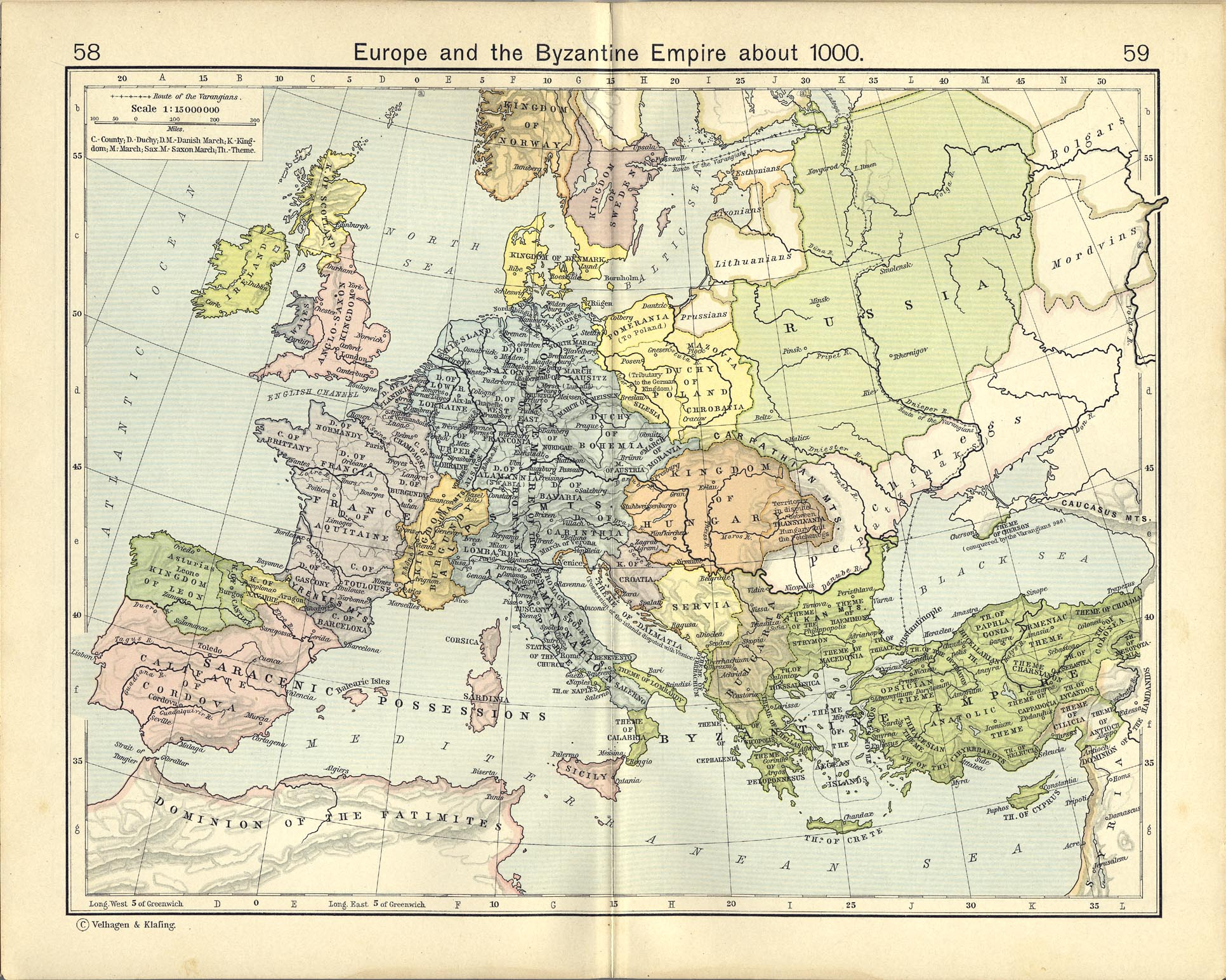
Europa în 1000

- 9 septembrie: Bătălia de la Svolder, luptă navală notabilă în timpul Erei vikingilor.
- 25 septembrie: Ștefan cel Sfânt întemeiază în Câmpia Panonică Regatul Ungariei.

### Nedatate
- Împăratul german Otto al III-lea face un pelerinaj de la Roma la Aachen și Gniezno (Gnesen), oprindu-se la Regensburg, Meissen, Magdeburg și Gniezno. Congresul de la Gniezno (la care a participat regele Boleslau I al Poloniei) este o parte a pelerinajului său. În Roma, își construiește bazilica din San Bartolomeo all'Isola, pentru a găzdui relicvele Sfântului Bartolomeu.
- Orașul Oslo din Norvegia este fondat (anul exact este discutabil, dar aniversarea a 1.000 de ani a avut loc în anul 2000).
- Regatul Unit al Angliei anexează Regatul de Cornwall.
- Sancho al III-lea de Navara devine rege al Aragonului și al Navarei.
- Sweyn I stabilește controlul danez asupra unei părți a Norvegiei.

## Nașteri
- Adalbert, Duce de Lorraine (d. 1048)

## Decese
- Abu-Mahmud Khojandi, 60 ani, matematician persan din Hadjand (azi, Leninabad, Tadjikistan), (n. ?)
- Garcia Sanchez al II-lea de Pamplona (Navarra), 36 ani, regele Pamplonei și Conte de Aragon (n. 964)
- Manfred I de Torino, cel de al doilea marchiz de Torino (977-1000), (n. ?)
- Olaf I al Norvegiei, 37 ani, rege al Norvegiei (995-1000), (n. ?)
- Rogneda de Polotsk, Marea Prințesă de Kiev (n. 962)